# Cybermania '94
Cybermania '94: The Ultimate Gamer Awards fueron los primeros premios de videojuegos televisados. Creado por la Academia de las Artes y las Ciencias Interactivas (AIAS), el evento, de dos horas de duración, se retransmitió en directo por TBS el 5 de noviembre de 1994, con Leslie Nielsen y Jonathan Taylor Thomas como presentadores. De las doce categorías de premios, Mortal Kombat ganó el de «Mejor juego en general». Aunque el programa fue recibido negativamente, fue visto por el 1,1 % de los hogares estadounidenses y la AIAS produjo una continuación menos exitosa en 1996. Geoff Keighley, que había formado parte de la producción de Cybermania '94, pasó a trabajar en premios de videojuegos para otras cadenas y creó The Game Awards en 2014.

## Antecedentes
Andrew Zucker, abogado especializado en entretenimiento, imaginó un programa de premios para videojuegos mientras veía la 43 edición de los Primetime Emmy Awards en 1991. El programa presentó brevemente a Syd Cassyd, que había fundado la Academia de las Artes y las Ciencias de la Televisión en 1946, cuando los televisores escaseaban en los hogares estadounidenses. Como Zucker creía que la industria de los videojuegos experimentaría un crecimiento similar en el futuro, creó la Academia de las Artes y las Ciencias Interactivas (AIAS) más tarde, en 1991. La academia anunció su primera incursión en la entrega de premios, los Ajax, en junio de 1993, con el objetivo de distribuirlos en un acto autofinanciado en abril de 1994. En marzo de 1994, tenía previsto anunciar los nominados en treinta y cuatro categorías en mayo y entregar los premios en el Pantages Theatre el 16 de junio.
Para crear los premios de Cybermania '94, el grupo solicitó candidaturas a 2 500 empresas multimedia de todo Estados Unidos. Debido a la cuota de inscripción, sólo se recibieron 200 candidaturas. Algunas empresas, como LucasArts, decidieron no participar debido a la poca credibilidad de la AIAS. Las candidaturas fueron votadas por los 300 miembros de la academia. Se preparó un total de cincuenta categorías, de las cuales doce se televisarían y el resto se mencionarían en un rastreo. Se pidió a los abonados al servicio Prodigy que redujeran el número de nominados al «Mejor juego en general» votando a nueve candidatos. La AIAS propuso la idea de una gala de premios televisada a varias cadenas de televisión y finalmente llegó a un acuerdo con TBS. Según los primeros informes, el programa iba a titularse Cybermania: The 1994 Interactive Games Awards y, posteriormente, Cybermania '94. The Ultimate Gamers' Event: The Ultimate Gamers' Event, que se emitiría desde el Wilshire Theater de Beverly Hills.

## Formato
Cybermania '94 fue producida por AIAS y TBS, con Peter Hayman de ICE Integrated Communications & Entertainment como productor ejecutivo. Se escenificó en el Universal Amphitheatre y se retransmitió en directo por TBS el sábado 5 de noviembre de 1994 a las 17:05 horas PST. El programa duró dos horas con los actores Leslie Nielsen y Jonathan Taylor Thomas como presentadores. William Shatner narró los anuncios de los nominados. Se entregaron premios en doce categorías a cargo de una serie de celebridades menos conocidas, entremezclados con actuaciones de malabaristas, luchadores y bailarines al son de la música de Herbie Hancock, así como clips cómicos sobre el mundo de los videojuegos.
Para determinar el «mejor juego en general» se recurrió a la televoto a través de un número 800, y los votos se tabularon en un ordenador entre bastidores en un proceso auditado por Price Waterhouse. El ganador final fue Mortal Kombat. Cuatro de los doce premios, casi la mitad de todas las categorías de entretenimiento, fueron para Philips Interactive Media. Según un representante, la empresa consideraba que el hecho de que sus productos ganaran premios en la televisión nacional «merecía la pena» como estrategia de marketing y inyección de moral para sus empleados.

## Premios
Los ganadores aparecen en primer lugar, resaltados en negrita e indicados con una doble daga (‡).
| Mejor juego en general | Mejor acción/aventura |
| --- | --- |
| - Mortal Kombat ‡ - Doom - Myst - NBA Jam - Super Street Fighter II | - Doom ‡ - MegaRace - Return to Zork - Jump Raven - Critical Path - Super Street Fighter II - Tomcat Alley - Super Metroid |
| Mejor juego de ordenador en CD | Mejor portátil |
| - The 7th Guest ‡ - Myst - MegaRace - Escape from Cyber City | - Disney's Aladdin ‡ - Wario Land: Super Mario Land 3 - Home Alone - Donkey Kong - The Legend of Zelda: Link's Awakening |
| Mejor comedia | Mejor arte y gráficos en un producto interactivo |
| - The Wacky World of Miniature Golf ‡ - I'm Your Man - Dennis Miller: That's News to Me - Bugs Bunny Rabbit Rampage - Dating & Mating                                                                 | - Myst ‡ - Tuneland - OceanLife II, III - Space: A Visual History - Macworld Interactive Vol. I, II |
| Mejor música | Mejor simulación/estrategia |
| - Xplora1: Peter Gabriel's Secret World ‡ - Video Jam - Prince Interactive - Freak Show - The Uptown Blues                                                                                            | - SimCity ‡ - Dune II - Microsoft Flight Simulator - Castles II: Siege and Conquest - Forever Growing Garden |
| Mejores deportes | Mejor Actor - Femenino |
| - Caesars World of Boxing ‡ - NBA Jam - FIFA International Soccer - NHL '94 - Ken Griffey Jr. Presents Major League Baseball - Sports Illustrated Multimedia Almanac - QB1 - A Great Day at the Races | - Grace Zabriskie (Voyeur) ‡ - Eileen Weisinger (Critical Path) - Tonia Keyser (Man Enough) - Virginia Capers (Gabriel Knight: Sins of the Fathers) |
| Mejor Actor - Masculino | Premios especiales |
| - Robert Culp (Voyeur) ‡ - Leonard Nimoy (Star Trek: 25th Anniversary) - Tim Curry (Gabriel Knight: Sins of the Fathers) - Christian Erickson (MegaRace) - Mickey Rooney (A Great Day at the Races)   | - Governor's Award for Best Achievement in Virtual Reality: Iwerks Entertainment (Virtual Adventures) - Special Achievement in Education: Ruff's Bone - Individual Growth In Development: American Institute for Learning (Addiction and Its Processes) |

## Recepción
La emisión fue vista por el 1,1 % de los hogares estadounidenses, según los índices de audiencia Nielsen. La recepción periodística fue mayoritariamente negativa. Bill Kunkel de Electronic Games, criticó la calidad de la producción del programa: faltaban detalles sobre los juegos (como plataformas, desarrolladores y editores), no aparecían los nombres de las personas que recogían los premios, faltaban pistas, la redacción era deficiente y las actuaciones eran malas. Señaló que, como periodista de videojuegos, nunca había tenido que «soportar nada parecido a la horrenda Cybermania '94 de la TBS, el primer intento televisado de integrar los juegos electrónicos y el manido formato televisivo de los concursos de premios». Chris Nashawaty de Entertainment Weekly describió la ceremonia como «un golpe bajo a los MTV Video Music Awards sin el más mínimo olor a la legitimidad de los Oscar». En 2022, Time Extension se puso en contacto con varios de los ganadores del programa, de los cuales varios declararon que no sabían que el programa se televisaba.

## Legado
Cybermania '94 fue la primera entrega de premios televisada sobre videojuegos. La AIAS organizó un acto de seguimiento, los Segundos Premios Anuales de la AIAS, previstos inicialmente para diciembre de 1995. Para ampliar su audiencia, la Academia buscó un horario de máxima audiencia en una cadena importante y un presentador conocido. Se pensó en Dennis Miller, Howie Mandel y Sinbad. El programa se celebró finalmente en línea a través de Bravo el 17 de abril de 1996, y fue presentado por Ariana Richards. Según Joseph Olin, presidente de la AIAS en 2004-2010, «quizá lo vieron cinco personas». Reestablecida en 1996, la academia creó los Interactive Achievement Awards en 1998.
Geoff Keighley, un adolescente por aquel entonces, formó parte de la producción de Cybermania '94 como «especialista en productos interactivos» que escribió las narraciones de Shatner. Dijo que estar en un evento con los creadores de juegos tan populares como Doom y Myst le causó una gran impresión. Keighley pasó a trabajar en los programas de premios que organizan anualmente G4 (G-Phoria) y Spike TV (Spike Video Game Awards) hasta 2013. En 2014 creó The Game Awards, de los que es presentador.